# Grand Prix Monaka

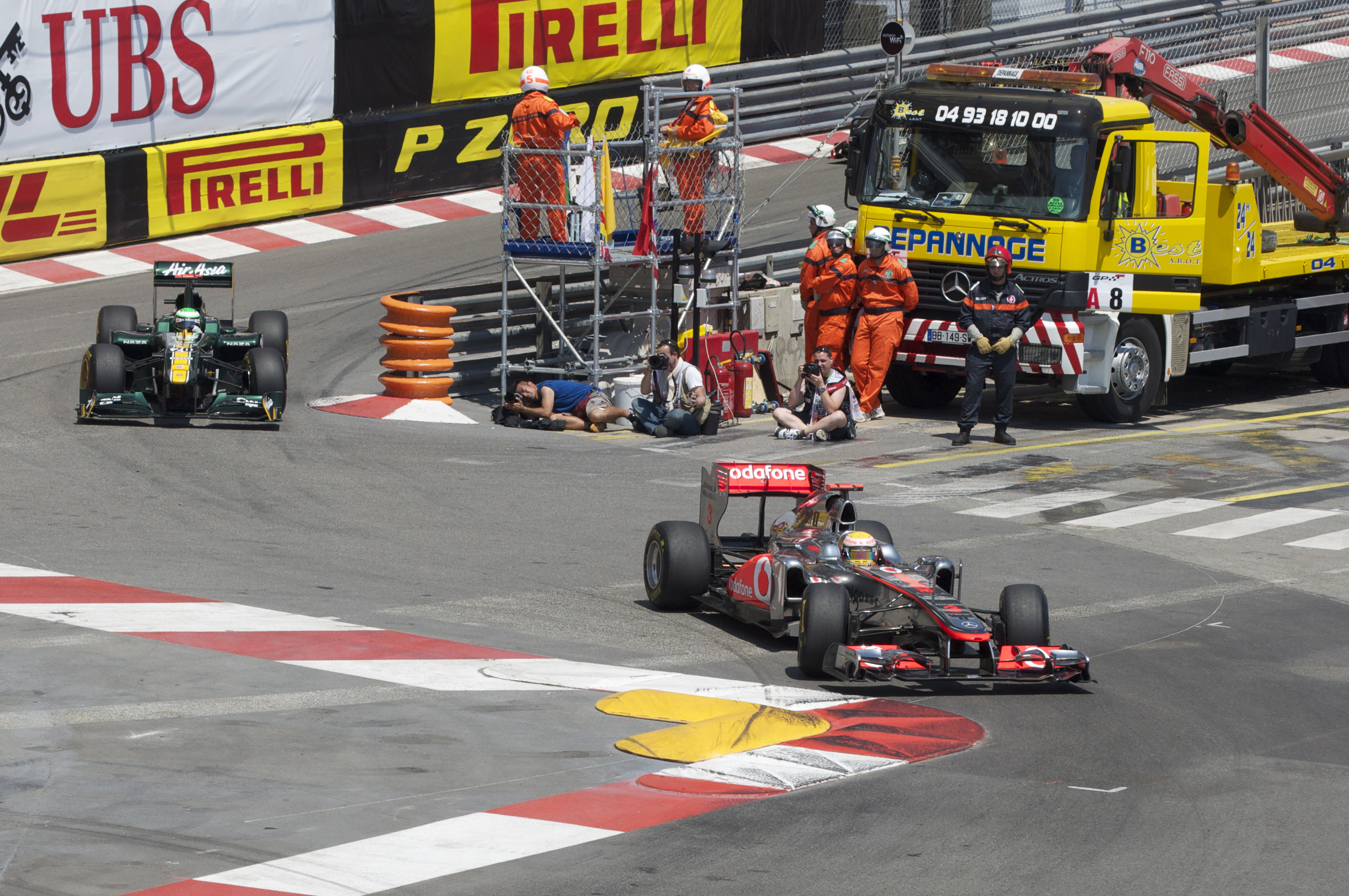
Proslulá monacká šikana

Grand Prix Monaka je závod Formule 1 konaný na okruhu Circuit de Monaco. Jezdí se 78 kol po 3 340 m (celkově 260,5 km). Koná se každoročně koncem května od roku 1929, v roce 1950 se stal součástí mistrovství světa Formule 1. Je to nejpomalejší závod seriálu, bývá kritizován pro nízkou sportovní hodnotu: úzká trať téměř neumožňuje předjíždění. Kritickým momentem je také výjezd z tunelu, při němž jsou závodníci oslněni a mohou ztratit kontrolu nad vozem. Nelson Piquet řekl: „Automobilové závody v Monaku jsou jako ježdění na kole po obýváku.“  Závod má však svoji pozici v seriálu jistou díky tradici a velkému zájmu diváků, velká cena je společenskou událostí mezinárodní smetánky. Zdejší raritou do roku 2021 také bylo, že pátek byl volným dnem a tréninky se jezdily už ve čtvrtek.

## Vítězové Grand Prix Monaka
Tučně jsou znázorněni účastníci aktuální sezóny šampionátu Formule 1.
Růžové pozadí znázorňuje závody, které nebyly součástí šampionátů Formule 1.
Žluté pozadí znázorňuje závody, které byly vypsány jako Předválečné evropské mistrovství.

### Opakovaná vítězství (jezdci)
| Počet vítězství | Jezdec              | Roky                               |
| --------------- | ------------------- | ---------------------------------- |
| 6               | Ayrton Senna        | 1987, 1989, 1990, 1991, 1992, 1993 |
| 5               | Graham Hill         | 1963, 1964, 1965, 1968, 1969       |
| 5               | Michael Schumacher  | 1994, 1995, 1997, 1999, 2001       |
| 4               | Alain Prost         | 1984, 1985, 1986, 1988             |
| 3               | Stirling Moss       | 1956, 1960, 1961                   |
| 3               | Jackie Stewart      | 1966, 1971, 1973                   |
| 3               | Nico Rosberg        | 2013, 2014, 2015                   |
| 3               | Lewis Hamilton      | 2008, 2016, 2019                   |
| 2               | Juan Manuel Fangio  | 1950, 1957                         |
| 2               | Maurice Trintignant | 1955, 1958                         |
| 2               | Niki Lauda          | 1975, 1976                         |
| 2               | Jody Scheckter      | 1977, 1979                         |
| 2               | David Coulthard     | 2000, 2002                         |
| 2               | Fernando Alonso     | 2006, 2007                         |
| 2               | Mark Webber         | 2010, 2012                         |
| 2               | Sebastian Vettel    | 2011, 2017                         |
| 2               | Max Verstappen      | 2021, 2023                         |

### Opakovaná vítězství (týmy)
| Počet vítězství | Konstruktér | Roky                                                                                           |
| --------------- | ----------- | ---------------------------------------------------------------------------------------------- |
| 16              | McLaren     | 1984, 1985, 1986, 1988, 1989, 1990, 1991, 1992, 1993, 1998, 2000, 2002, 2005, 2007, 2008, 2025 |
| 11              | Ferrari     | 1952, 1955, 1975, 1976, 1979, 1981, 1997, 1999, 2001, 2017, 2024                               |
| 8               | Mercedes    | 1935, 1936, 1937, 2013, 2014, 2015, 2016, 2019                                                 |
| 7               | Team Lotus  | 1960, 1961, 1968, 1969, 1970, 1974, 1987                                                       |
| 7               | Red Bull    | 2010, 2011, 2012, 2018, 2021, 2022, 2023                                                       |
| 5               | BRM         | 1963, 1964, 1965, 1966, 1972                                                                   |
| 4               | Bugatti     | 1929, 1930, 1931, 1933                                                                         |
| 3               | Alfa Romeo  | 1932, 1934, 1950                                                                               |
| 3               | Maserati    | 1948, 1956, 1957                                                                               |
| 3               | Cooper      | 1958, 1959, 1962                                                                               |
| 3               | Tyrrell     | 1971, 1973, 1978                                                                               |
| 3               | Williams    | 1980, 1983, 2003                                                                               |
| 2               | Brabham     | 1967, 1982                                                                                     |
| 2               | Benetton    | 1994, 1995                                                                                     |
| 2               | Renault     | 2004, 2006                                                                                     |

### Opakovaná vítězství (dodavatelé motorů)
| Počet vítězství | Dodavatel  | Roky                                                                                           |
| --------------- | ---------- | ---------------------------------------------------------------------------------------------- |
| 16              | Mercedes*  | 1935, 1936, 1937, 1998, 2000, 2002, 2005, 2007, 2008, 2009, 2013, 2014, 2015, 2016, 2019, 2025 |
| 14              | Ford**     | 1968, 1969, 1970, 1971, 1972, 1973, 1974, 1977, 1978, 1980, 1982, 1983, 1993, 1994             |
| 11              | Ferrari    | 1952, 1955, 1975, 1976, 1979, 1981, 1997, 1999, 2001, 2017, 2024                               |
| 7               | Honda      | 1987, 1988, 1989, 1990, 1991, 1992, 2021                                                       |
| 6               | Renault    | 1995, 2004, 2006, 2010, 2011, 2012                                                             |
| 5               | Climax     | 1958, 1959, 1960, 1961, 1962                                                                   |
| 5               | BRM        | 1963, 1964, 1965, 1966, 1972                                                                   |
| 4               | Bugatti    | 1929, 1930, 1931, 1933                                                                         |
| 3               | Alfa Romeo | 1932, 1934, 1950                                                                               |
| 3               | Maserati   | 1948, 1956, 1957                                                                               |
| 3               | TAG***     | 1984, 1985, 1986                                                                               |

* V letech 1998-2005 působil jako Ilmor.

** Byl vyráběn Cosworth.

*** Byl vyráběn Porsche.

### Vítězové v jednotlivých letech
| Rok         | Jezdec                  | Konstruktér         | Výsledky  |
| ----------- | ----------------------- | ------------------- | --------- |
| 2025        | Lando Norris            | McLaren-Mercedes    | Výsledky  |
| 2024        | Charles Leclerc         | Ferrari             | Výsledky  |
| 2023        | Max Verstappen          | Red Bull–Honda RBPT | Výsledky  |
| 2022        | Sergio Pérez            | Red Bull–RBPT       | Výsledky  |
| 2021        | Max Verstappen          | Red Bull–Honda      | Výsledky  |
| 2020        | Nejelo se               | Nejelo se           | Nejelo se |
| 2019        | Lewis Hamilton          | Mercedes            | Výsledky  |
| 2018        | Daniel Ricciardo        | Red Bull-TAG Heuer  | Výsledky  |
| 2017        | Sebastian Vettel        | Ferrari             | Výsledky  |
| 2016        | Lewis Hamilton          | Mercedes            | Výsledky  |
| 2015        | Nico Rosberg            | Mercedes            | Výsledky  |
| 2014        | Nico Rosberg            | Mercedes            | Výsledky  |
| 2013        | Nico Rosberg            | Mercedes            | Výsledky  |
| 2012        | Mark Webber             | Red Bull-Renault    | Výsledky  |
| 2011        | Sebastian Vettel        | Red Bull-Renault    | Výsledky  |
| 2010        | Mark Webber             | Red Bull-Renault    | Výsledky  |
| 2009        | Jenson Button           | Brawn-Mercedes      | Výsledky  |
| 2008        | Lewis Hamilton          | McLaren-Mercedes    | Výsledky  |
| 2007        | Fernando Alonso         | McLaren-Mercedes    | Výsledky  |
| 2006        | Fernando Alonso         | Renault             | Výsledky  |
| 2005        | Kimi Räikkönen          | McLaren-Mercedes    | Výsledky  |
| 2004        | Jarno Trulli            | Renault             | Výsledky  |
| 2003        | Juan Pablo Montoya      | Williams-BMW        | Výsledky  |
| 2002        | David Coulthard         | McLaren-Mercedes    | Výsledky  |
| 2001        | Michael Schumacher      | Ferrari             | Výsledky  |
| 2000        | David Coulthard         | McLaren-Mercedes    | Výsledky  |
| 1999        | Michael Schumacher      | Ferrari             | Výsledky  |
| 1998        | Mika Häkkinen           | McLaren-Mercedes    | Výsledky  |
| 1997        | Michael Schumacher      | Ferrari             | Výsledky  |
| 1996        | Olivier Panis           | Ligier-Mugen-Honda  | Výsledky  |
| 1995        | Michael Schumacher      | Benetton-Renault    | Výsledky  |
| 1994        | Michael Schumacher      | Benetton-Ford       | Výsledky  |
| 1993        | Ayrton Senna            | McLaren-Ford        | Výsledky  |
| 1992        | Ayrton Senna            | McLaren-Honda       | Výsledky  |
| 1991        | Ayrton Senna            | McLaren-Honda       | Výsledky  |
| 1990        | Ayrton Senna            | McLaren-Honda       | Výsledky  |
| 1989        | Ayrton Senna            | McLaren-Honda       | Výsledky  |
| 1988        | Alain Prost             | McLaren-Honda       | Výsledky  |
| 1987        | Ayrton Senna            | Lotus-Honda         | Výsledky  |
| 1986        | Alain Prost             | McLaren-TAG         | Výsledky  |
| 1985        | Alain Prost             | McLaren-TAG         | Výsledky  |
| 1984        | Alain Prost             | McLaren-TAG         | Výsledky  |
| 1983        | Keke Rosberg            | Williams-Ford       | Výsledky  |
| 1982        | Riccardo Patrese        | Brabham-Ford        | Výsledky  |
| 1981        | Gilles Villeneuve       | Ferrari             | Výsledky  |
| 1980        | Carlos Reutemann        | Williams-Ford       | Výsledky  |
| 1979        | Jody Scheckter          | Ferrari             | Výsledky  |
| 1978        | Patrick Depailler       | Tyrrell-Ford        | Výsledky  |
| 1977        | Jody Scheckter          | Wolf-Ford           | Výsledky  |
| 1976        | Niki Lauda              | Ferrari             | Výsledky  |
| 1975        | Niki Lauda              | Ferrari             | Výsledky  |
| 1974        | Ronnie Peterson         | Lotus-Ford          | Výsledky  |
| 1973        | Jackie Stewart          | Tyrrell-Ford        | Výsledky  |
| 1972        | Jean-Pierre Beltoise    | BRM                 | Výsledky  |
| 1971        | Jackie Stewart          | Tyrrell-Ford        | Výsledky  |
| 1970        | Jochen Rindt            | Lotus-Ford          | Výsledky  |
| 1969        | Graham Hill             | Lotus-Ford          | Výsledky  |
| 1968        | Graham Hill             | Lotus-Ford          | Výsledky  |
| 1967        | Denny Hulme             | Brabham-Repco       | Výsledky  |
| 1966        | Jackie Stewart          | BRM                 | Výsledky  |
| 1965        | Graham Hill             | BRM                 | Výsledky  |
| 1964        | Graham Hill             | BRM                 | Výsledky  |
| 1963        | Graham Hill             | BRM                 | Výsledky  |
| 1962        | Bruce McLaren           | Cooper-Climax       | Výsledky  |
| 1961        | Stirling Moss           | Lotus-Climax        | Výsledky  |
| 1960        | Stirling Moss           | Lotus-Climax        | Výsledky  |
| 1959        | Jack Brabham            | Cooper-Climax       | Výsledky  |
| 1958        | Maurice Trintignant     | Cooper-Climax       | Výsledky  |
| 1957        | Juan Manuel Fangio      | Maserati            | Výsledky  |
| 1956        | Stirling Moss           | Maserati            | Výsledky  |
| 1955        | Maurice Trintignant     | Ferrari             | Výsledky  |
| 1954 – 1953 | Nejelo se               | Nejelo se           | Nejelo se |
| 1952        | Vittorio Marzotto       | Ferrari             | Výsledky  |
| 1951        | Nejelo se               | Nejelo se           | Nejelo se |
| 1950        | Juan Manuel Fangio      | Alfa Romeo          | Výsledky  |
| 1949        | Nejelo se               | Nejelo se           | Nejelo se |
| 1948        | Giuseppe Farina         | Maserati            | Výsledky  |
| 1947 – 1938 | Nejelo se               | Nejelo se           | Nejelo se |
| 1937        | Manfred von Brauchitsch | Mercedes            | Výsledky  |
| 1936        | Rudolf Caracciola       | Mercedes            | Výsledky  |
| 1935        | Luigi Fagioli           | Mercedes            | Výsledky  |
| 1934        | Guy Moll                | Alfa Romeo          | Výsledky  |
| 1933        | Achille Varzi           | Bugatti             | Výsledky  |
| 1932        | Tazio Nuvolari          | Alfa Romeo          | Výsledky  |
| 1931        | Louis Chiron            | Bugatti             | Výsledky  |
| 1930        | René Dreyfus            | Bugatti             | Výsledky  |
| 1929        | William Grover-Williams | Bugatti             | Výsledky  |

## Nehody
V roce 1955 vyletěl Alberto Ascari z trati a skončil v moři, vyvázl však bez vážnějšího zranění.